# Vereinigte Volkspartei – Sozialistische Partei
Die Vereinigte Volkspartei – Sozialistische Partei (isländisch Sameiningarflokkur alþýðu – Sósíalistaflokkurinn, oft auch einfach nur Sósíalistaflokkurinn genannt) war eine linkssozialistisch-kommunistische politische Partei in Island. Sie bestand von 1938 bis 1968.
Die Partei wurde 1938 von ehemaligen Mitgliedern des linken Flügels der Sozialdemokratischen Partei Islands sowie der Kommunistischen Partei Islands gegründet. Von 1956 an nahm die Partei am Wahlbündnis Volksallianz (isländisch Alþýðubandalagið) mehrerer linker Parteien teil. 1968 wurde aus diesem Bündnis eine formale Partei, die Sozialistische Partei verlor damit ihre Eigenständigkeit und ging in der Volksallianz auf.
Den Kern der Sozialistischen Partei bildeten die etwa 1500 Mitglieder der Kommunistischen Partei Islands, die in Gänze in ihr aufging. Aufgrund ihrer guten Organisation, ihrem starken Rückhalt in der isländischen Gewerkschaftsbewegung sowie der Betonung eines eigenständigen, nationalen Weges zum Sozialismus war die Sozialistische Partei bei den Wahlen zum Althing 
relativ erfolgreich. So errang sie jeweils mehr Stimmen als die Sozialdemokratische Partei Islands (isländisch Alþýðuflokkurinn).
Die Vereinigte Volkspartei – Sozialistische Partei war auch zweimal an Regierungen beteiligt: von 1944 bis 1947 unter konservativer sowie von 1956 bis 1958 unter liberaler Führung.

## Wahlergebnisse
| Wahlen zum Althing | Stimmen | Prozent | Mandate |
| ------------------ | ------- | ------- | ------- |
| Juli 1942          | 9.423   | 16,2    | 6       |
| Oktober 1942       | 11.059  | 18,5    | 10      |
| 1946               | 13.049  | 19,5    | 10      |
| 1949               | 14.077  | 19,5    | 9       |
| 1953               | 12.422  | 16,0    | 7       |

## Vorsitzende
- Héðinn Valdimarsson (1938–1939)
- Einar Olgeirsson (1939–1968)